# Rắn hổ mang phun nọc cổ đen
Rắn hổ mang phun nọc cổ đen (danh pháp hai phần: Naja nigricollis) là một loài rắn trong họ Rắn hổ. Loài này được Reinhardt mô tả khoa học đầu tiên năm 1843. Loài rắn này được tìm thấy chủ yếu ở châu Phi cận Sahara. Chúng có kích cỡ vừa có thể phát triển đến chiều dài 1,2-2,2 m. Màu sắc và dấu hiệu của chúng có thể khác nhau đáng kể. Con mồi chúng săn bắt chủ yếu là các loài gặm nhấm nhỏ. Chúng sở hữu nọc độc có tầm quan trọng về mặt y tế, mặc dù tỷ lệ tử vong cho vết cắn không được điều trị đối với con người là tương đối thấp (chỉ khoảng 5-10%). Giống như rắn hổ mang phun nọc khác, chúng có thể đẩy nọc độc từ răng nanh của mình khi bị đe dọa. Nọc độc gây kích thích da và có thể gây mù vĩnh viễn nếu nó xâm nhập vào mắt.
Naja nigricollis thuộc chi Naja họ Rắn hổ. Loài này trước đây bao gồm hai phân loài đã được chuyển đến các loài Naja nigricincta và Naja nigricincta nigricincta và Naja nigricincta woodi.

## Hình ảnh

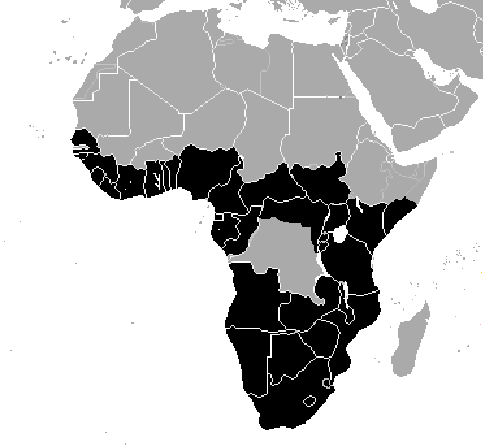
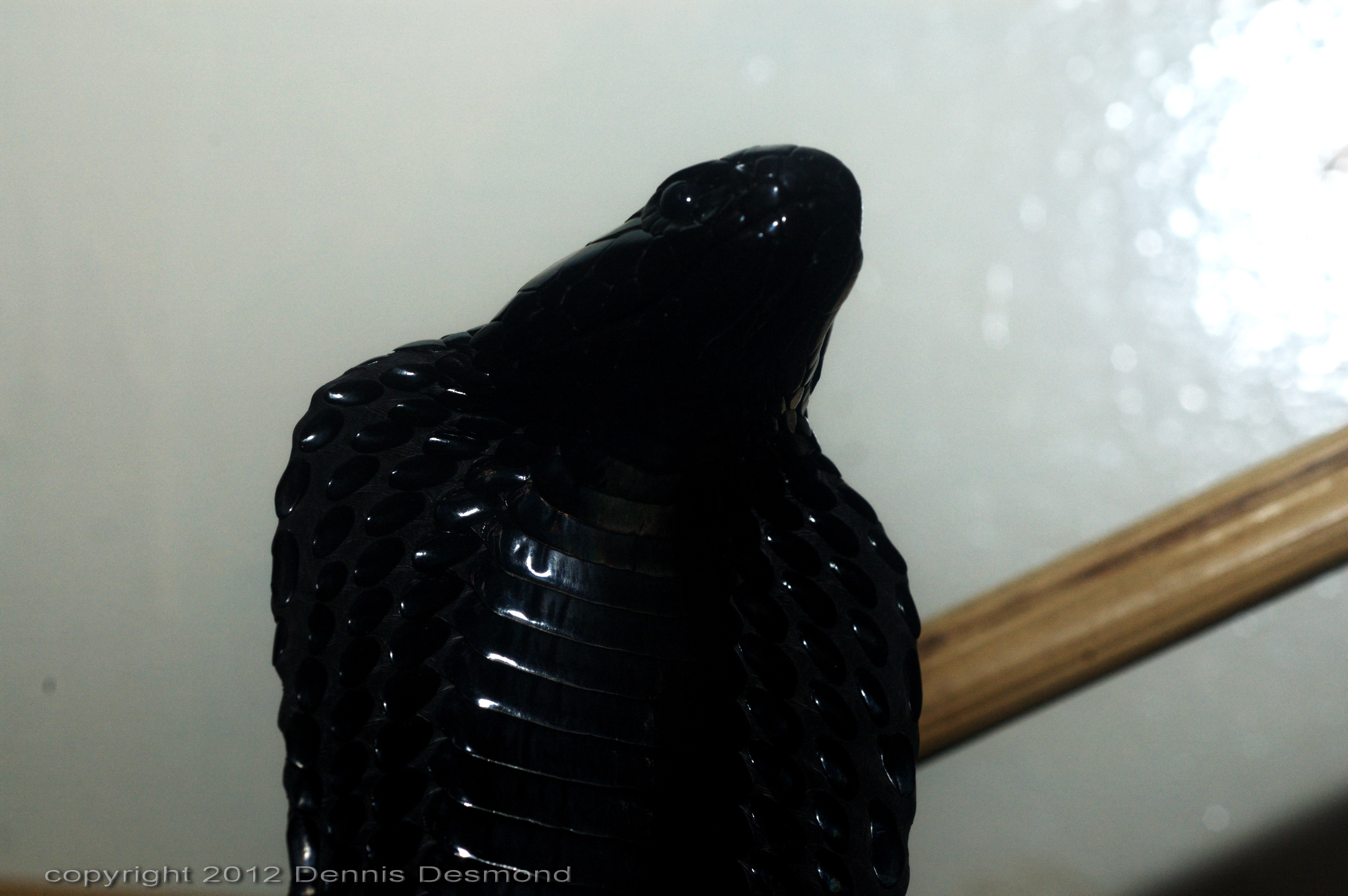